# David Altenstetter
David Altenstetter (Colmar, 1547 – Augusta, 1617) è stato un orafo tedesco.

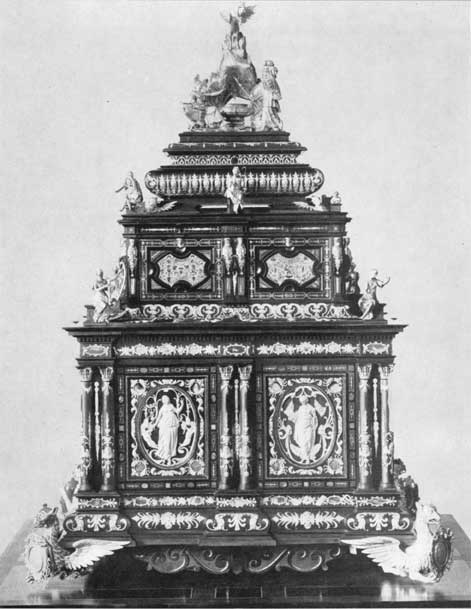
Stipo

Fu noto e rinomato orafo e smaltatore e nel 1610 l'imperatore Rodolfo II d'Asburgo gli concesse il titolo di "orafo di corte".
La sua opera migliore è custodita al Kunstgewerbemuseum di Berlino.